# Нормаль вершины

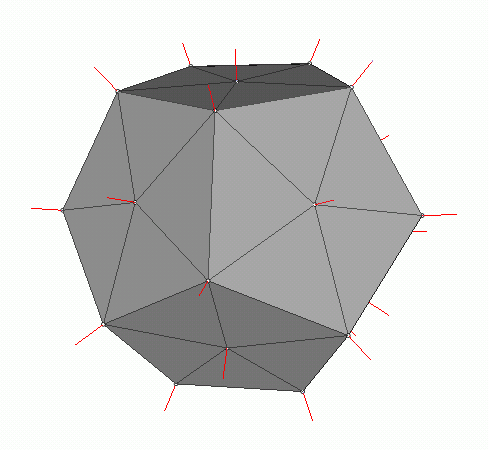
Нормали вершин додекаэдральной поверхности.

Нормаль вершины в вершине многогранника — это вектор, ассоциированный с вершиной, предназначенный для замены истинной геометрической нормали к поверхности. Обычно нормаль вычисляется как нормализованное среднее нормалей поверхности граней, содержащих вершину. Среднее может быть взвешенным, например по площади грани, а может и не быть взвешенным. Нормали вершин могут быть вычислены для приближений поверхностей многогранниками, таких как NURBS, или предназначены явно для художественных целей. Нормали вершин используются в методе тонирования Гуро, в затенении по Фонгу и других моделях освещения. Используя нормали вершин, можно достичь более гладкого тонирования, чем при плоском тонировании. Однако без некоторых модификаций резкие края получить нельзя.